# IC 4862
IC 4862 је спирална галаксија у сазвјежђу Паун која се налази на листи објеката дубоког неба у Индекс каталогу.
Деклинација објекта је - 67° 19' 22" а ректасцензија 19h 31m 40,1s. Привидна величина (магнитуда) објекта IC 4862 износи 13,8 а фотографска магнитуда 14,6. Налази се на удаљености од 68,773 милиона парсека од Сунца. IC 4862 је још познат и под ознакама ESO 105-3, AM 1926-672, IRAS 19266-6726, PGC 63334.